# Мицкевич, Аркадий Николаевич
Арка́дий Никола́евич Мицке́вич (1831—1909) — государственный деятель Российской империи, гофмейстер двора, сенатор, действительный тайный советник.

## Биография
Происходил из дворян. Родился в 1831 году. Окончил Ларинскую гимназию (1848; серебряная медаль) и юридический факультет Санкт-Петербургского университета, по окончании которого 10 декабря 1852 года начал службу в канцелярии Петербургского губернского прокурора. В 1853 году был перемещён в канцелярию 1-го округа путей сообщения, в 1854 году назначен помощником правителя дел общего присутствия правления этого округа; в 1855 году стал исправлять обязанности секретаря канцелярии Совета главного управления путей сообщения и публичных зданий.
С 19 апреля 1857 года по 6 марта 1861 года был в отставке. Вновь поступив на службу — в канцелярию Морского министерства, вскоре был назначен старшим помощником делопроизводителя этой канцелярии, в 1866 году занял должность делопроизводителя. Пожалованный в 1862 году в звание камер-юнкера, назначен в 1870 году членом особой комиссии при II-м отделении Императорской канцелярии для обсуждения предположений об устройстве общей Государственной типографии, а также членом-заведующим делопроизводством в комитете для разработки устава общества для подания помощи при кораблекрушениях. В том же году командирован с особым поручением в Грецию и пожалован в камергеры. С 16 августа 1872 года — действительный статский советник.
В 1874 году был назначен директором канцелярии Государственного контроля, в 1875 году — членом комиссии по пересмотру пенсионного устава, в 1878 году — председателем особой комиссии для обсуждения вопроса о страховании казенных зданий. В 1878 году был также пожалован в гофмейстеры Двора Его Императорского Величества, с 16 апреля 1878 года — тайный советник. В 1879 году назначен директором канцелярии министра финансов, членом от министерства финансов в правление Русского общества пароходства и торговли (РОПИТ), членом Высочайше учреждённой комиссии для устройства Всероссийской промышленной выставки в Москве, а также членом от министерства финансов в комитете общества добровольного флота (до 1881).
В 1883 году стал ассистентом при торжестве перенесения регалий в Зимний Дворец; в 1884 г. — представителем в комиссии по вопросу об установлении более продолжительных междунаградных сроков и членом Совета министра финансов. В 1885 году был командирован за границу для изучения вопроса о субсидировании иностранными правительствами пароходных предприятий, а затем в Одессу по вопросу об изменении плавания пароходов РОПИТа по Александрийской линии; в том же году участвовал в комиссии графа Палена по пересмотру всех действующих о евреях в империи законов и для составления предположений о необходимых в них изменениях. В 1887 году стал членом особой комиссии для пересмотра устава РОПИТ, в 1893 г. — членом Высочайше учрежденной комиссии по устройству Всероссийской художественно-промышленной выставки в Нижнем Новгороде. В 1894 г. — член временной ликвидационной комиссии по общественным работам в местностях, пострадавших от неурожая.
С 14 мая 1896 года — сенатор Гражданского кассационного департамента. Коллекционер, дружил с земским деятелем и владельцем псковского имения Быстрецово Н. Ф. Фан-дер-Флитом. Член-учредитель Православного Палестинского Общества. Из поездок за границу привозил картины, предметы прикладного искусства, скульптуры западноевропейских мастеров, делал заказы художникам. Часть коллекции завещал Псковскому археологическому обществу.
Умер 7 (20) января 1909 года.

## Награды
российские
- орден Св. Владимира 3-й ст. (1874)
- орден Св. Станислава 1-й ст. (1875)
- орден Св. Анны 1-й ст. (1879)
- орден Св. Владимира 2-й степени (1882)
- орден Белого орла (1887)
- орден Св. Александра Невского (01.01.1900)

иностранные
- шведский Орден Полярной звезды, кавалерский крест (1865)
- датский орден Данеброг, кавалерский крест (1865)
- персидский орден Льва и Солнца II ст. (1871)
- греческий орден Спасителя, командорский крест (1871)
- черногорский орден князя Даниила I 1-й ст.